# Vermont Attorney General
Der Vermont Attorney General ist eines von fünf auf Kabinettsebene angesiedelten Verfassungsämtern des Bundesstaates von Vermont. Er wird für zwei Jahre gewählt. Das Amt wurde gebildet durch ein Verfassungsakt der Vermont General Assembly im Jahr 1790, aufgehoben im Jahr 1797 sowie wiederbelebt im Jahr 1904. Es begann als Ein-Mann-Büro in Windsor, der ersten Hauptstadt des Bundesstaates. Als die Funktion im Jahr 1904 wiederbelebt wurde, wurde das Büro im Vermont State House untergebracht. Heute befindet sich das Büro im Pavillon und ist der größte Arbeitgeber für Anwälte im Bundesstaat. Der seit 1997 amtierende Vermont Attorney General ist William Sorrell.
Das Büro bietet Rechtsberatung für alle staatlichen Behörden und die Vermont General Assembly, die Legislative des Staates. Es behandelt Zivil- und Strafsachen an allen Gerichten des Staates sowohl für die erste als auch für die zweite Instanz. Es verteidigt den Staat, wenn er verklagt wird in Sachen Strafrecht, Umweltschutz, Verbraucherschutz und Bürgerrecht sowie auch bei anderen Verfahren.

## Wahl
Der Attorney General wird für die Dauer von zwei Jahren zur gleichen Zeit und in gleicher Art gemeinsam mit anderen landesweiten Wahlämtern gewählt.

## Liste der Vermont Attorneys General
| #  | Auditor                                            | Bild | Amtszeit  | Parteizugehörigkeit |
| -- | -------------------------------------------------- | ---- | --------- | ------------------- |
| 1  | Samuel Hitchcock                                   |      | 1790–1793 | Parteilos           |
| 2  | Daniel Buck                                        |      | 1793–1795 | Parteilos           |
| 3  | Vakant                                             |      | 1795–1797 |                     |
| 4  | Von der Staatslegislative aufgehoben               |      | 1797–1904 |                     |
| 5  | Clarke C. Fitts                                    |      | 1904–1908 | Republikaner        |
| 6  | John G. Sargent                                    |      | 1908–1912 | Republikaner        |
| 7  | Rufus E. Brown                                     |      | 1912–1915 | Republikaner        |
| 8  | Herbert G. Barber                                  |      | 1915–1919 | Republikaner        |
| 9  | Frank C. Archibald                                 |      | 1919–1925 | Republikaner        |
| 10 | J. Ward Carver (nach einem Rücktritt ernannt)      |      | 1925–1931 | Republikaner        |
| 11 | Lawrence C. Jones                                  |      | 1931–1941 | Republikaner        |
| 12 | Alban J. Parker                                    |      | 1941–1947 | Republikaner        |
| 13 | Clifton G. Parker                                  |      | 1947–1953 | Republikaner        |
| 14 | F. Elliott Barber                                  |      | 1953–1955 | Republikaner        |
| 15 | Robert Stafford                                    |      | 1955–1957 | Republikaner        |
| 16 | Frederick M. Reed                                  |      | 1957–1960 | Republikaner        |
| 17 | Thomas M. Debevoise (nach einem Rücktritt ernannt) |      | 1960–1962 | Republikaner        |
| 18 | Charles J. Adams (nach einem Rücktritt ernannt)    |      | 1962–1963 | Republikaner        |
| 19 | Charles E. Gibson                                  |      | 1963–1965 | Republikaner        |
| 20 | John P. Connarn                                    |      | 1965–1967 | Demokrat            |
| 21 | James L. Oakes                                     |      | 1967–1969 | Republikaner        |
| 22 | Jim Jeffords                                       |      | 1969–1973 | Republikaner        |
| 23 | Kimberly B. Cheney                                 |      | 1973–1975 | Republikaner        |
| 24 | M. Jerome Diamond                                  |      | 1975–1981 | Demokrat            |
| 25 | John J. Easton                                     |      | 1981–1985 | Republikaner        |
| 26 | Jeffrey Amestoy                                    |      | 1985–1997 | Republikaner        |
| 27 | William Sorrell (nach einem Rücktritt ernannt)     |      | 1997–2017 | Demokrat            |
| 28 | T. J. Donovan                                      |      | seit 2017 | Demokrat            |